# صفوق التمياط
صفوق بن بندر التمياط الشمري وأحيانا يُكتب صفوك (1970)، لاعب كرة قدم سعودي سابق. لعب لنادي الهلال والمنتخب السعودي سابقاً. بدء في مدرسة الهلال للبراعم وتدرج في نادي الهلال عبر فئاته السنية حتى مثل الفريق الأول في مطلع تسعينات القرن العشرين. لم يستمر كثيراً مع الفريق الأول حيث توقف بعد 4 سنوات بسبب الإصابة. وصفوق من عائلة رياضية، فهو الشقيق الأكبر للاعبين محمد ونواف التمياط.
بعد ترك الكرة افتتح شركته الخاصة بالمقاولات بمشاركة أشقاءه .